# Môlča
Môlča é um município da Eslováquia localizado no distrito de Banská Bystrica, região de Banská Bystrica.